# Aleksandr Aleksandrovič Čuprov
Aleksandr Aleksandrovič Čuprov (in russo Александр Александрович Чупров?; Mosal'sk, 18 febbraio 1874 – Ginevra, 19 aprile 1926) è stato uno statistico russo, autore di notevoli contributi alla statistica matematica, alla teoria del campionamento e alla demografia.

## Biografia
Čuprov nacque a Mosal'sk (Oblast' di Kaluga, a sudovest di Mosca) ma crebbe a Mosca, dove suo padre, il noto economista e statistico Aleksandr Ivanovič Čuprov (1842-1908) era professore. Conseguì un primo titolo di studio nel 1896 presso la facoltà di fisica e matematica all'università di Mosca con la tesi La teoria della probabilità e i fondamenti della statistica teorica.
Dal 1897 al 1901 studiò economia politica a Berlino e Strasburgo.
La sua tesi di dottorato, sotto la direzione di Georg Friedrich Knapp, venne pubblicata nel 1902 con il titolo Die Feldgemeinschaft, eine morphologische Untersuchung.
L'aspetto principale della sua permanenza in Germania fu l'amicizia con lo statistico Ladislaus Bortkiewicz. Al suo ritorno in Russia, al fine di poter ottenere un incarico di insegnamento, Čuprov sostenne un esame presso l'Università di Mosca riguardante la teoria economica e l'applicazione dei metodi matematici.
Cominciò così a insegnare statistica presso l'Istituto politecnico di San Pietroburgo, dove rimarrà fino al 1917.
Uso a recarsi all'estero per incarichi vari, nel giugno 1917 fu a Stoccolma presso l'ufficio di statistica. Durante tale periodo in Russia avvenne la rivoluzione d'ottobre. Benché intenzionato a fare ritorno in patria, ciò gli fu impedito dapprima da una malattia, poi da problemi economici.
Nel gennaio 1919 ricevette l'incarico di direttore dell'ufficio centrale di statistica a Stoccolma e del Bulletin of World Economy.
A metà del 1920 si trasferì a Dresda e, nel 1925, presso il Collegio russo a Praga. Morì l'anno successivo a Ginevra, in Svizzera.

## Attività scientifica
L'influenza di Čuprov è dovuta sia alla sua attività di insegnante che ai suoi scritti.
Ha avuto alcuni studenti diventati successivamente famosi come ad esempio Oskar Anderson.
La ricerca di Čuprov è stata influenzata da Bortkiewicz per gli aspetti teorici e da suo padre Alexandr Ivanovich per gli aspetti empirici.
Nel 1910 pubblica articoli sull'uso del campionamento casuale nell'ambito delle indagini sulle condizioni sociali (dove suo padre era una figura di spicco).
Queste ricerche avvennero in parallelo quelle di Arthur Bowley in Inghilterra.
Il primo lavoro di Čuprov non era di tipo matematico, ma negli anni '20 sviluppa la formula per l'allocazione ottimale di un campione nel caso del campionamento stratificato, formula che porta oggi solitamente il nome di Jerzy Neyman che la riscoprì nel 1934.
Čuprov cercò di sviluppare gli approcci di Bortkiewicz e Wilhelm Lexis, dei matematici russi e dei biometrici inglesi.
Come per altri scienziati russi del suo tempo, per via dei problemi linguistici e del cirillico, i contributi di Čuprov rimasero a lungo ignoti al mondo occidentale.
Osservava gli sviluppi in Inghilterra e si trovava in sintonia con il lavoro di Karl Pearson, più di quanto non si trovasse con il lavoro di A.A. Markov con il quale aveva una corrispondenza riguardante argomenti statistici. Sia Čuprov che il suo studente Oskar Anderson pubblicarono nel giornale Biometrika cofondato da Pearson.
Per un breve periodo Čuprov era abbastanza noto negli ambienti inglesi. John Maynard Keynes lo citò nel suo Treatise on Probability (1921) come uno dei tre grandi russi nell'ambito della teoria statistica, a fianco di Markov e di Chebichev.
Tuttavia con l'avvento dell'approccio alla statistica dato da R.A. Fisher, Čuprov venne dimenticato.
Nei Paesi scandinavi la sua influenza è stata maggiore, soprattutto tramite i suoi articoli pubblicati sul Skandinavisk Aktuarietidskrift.

## Pubblicazioni
- On the Mathematical Expectation of the Moments of Frequency Distributions, in Biometrika, 12, No. 1/2, pp. 140-169, 1918
- On the Mathematical Expectation of the Moments of Frequency Distributions in the Case of Correlated Obsevations, Metron, 2, 461-493, 646-683, 1924
- Principles of the Mathematical Theory of Correlation, tradotto in inglese dal russo da M. Kantorowitsch.  1939